# Argyroxiphium kauense
Argyroxiphium kauense là một loài thực vật có hoa trong họ Cúc. Loài này được (Rock & Neal) O.Deg. & I.Deg. mô tả khoa học đầu tiên năm 1957.